# Метсамягара
Ме́тсамя́гара (эст. Metsamägara) — деревня в волости Тойла уезда Ида-Вирумаа, Эстония. 

## Географическое положение
Расположена в северной части уезда Ида-Вирумаа, в 2 километрах к югу от волостного центра — посёлка Тойла. Высота над уровнем моря — 48 метров.

## Число жителей
По данным переписи населения 2011 года в деревне проживали 2 человека, национальность не указана.
В 2019 году в деревне насчитывалось 6 жителей.